# Городок (Пензенская область)
Городок — посёлок в Белинском районе Пензенской области России, входит в состав Пушанинского сельсовета.

## География
Посёлок расположен на берегу реки Чембар в 12 км на юго-запад от центра поселения села Пушанино и в 16 км на юго-запад от райцентра города Белинский.

## История
Основано как укрепленный пункт верхнеломовскими служилыми людьми в местности, хорошо защищенной р. Чембар, озерами и болотами. Один из первых населенных пунктов на Чембаре (построен в конце 17 в., вероятно, в связи с Азовскими походами Петра I). В народе место, обнесенное валом, называли городком. Неоднократно упоминается в начале 18 в. как с. Дмитриевское, Чембар (Большой Ченбар) тож. В 1708 г. д. Ченбар разорена булавинцами: они «Чембар разоряют и верхнеломовцев мучают и жгут огнем и в воду сажают» (по казачьему обыкновению, топили в реке). В 1710 г. – солдатская д. Большой Ченбар, в ней 3 солдатских двора (остальные дворы, видимо, ясачных крестьян). После 1717 г. перестала быть оборонительным пунктом, превратившись в селение сначала ясачных, затем государственных русских крестьян Инсарского, а с 1780 г. – Чембарского уезда.
В 1719 г. – село Дмитриевское, Городок тож, русских ясачных крестьян, либо новокрещеной мордвы (РГАДА, ф. 350, оп. 2, е.хр. 1046, лл. 181-182 об.), была большая мельница на реке, купленная ясачным крестьянином Максимом Ивановым (там же, е.хр. 1049, л. 9), церковь во имя Покрова Пресвятой Богородицы (там же, е.хр. 1048, л. 31). По ревизским сказкам 1744 г., в с. Дмитриевском, Городок тож, показано 323 ясачных крестьян мужского пола (РГАДА, ф. 350, оп. 2, е.хр. 1051, лл. 672-697). В 1775 г. построена новая деревянная церковь (в 1869 г. перестроена); в ее приходе состояли крестьяне деревень Кукарки, Исаевка, Выселок.
В 1877 г. – в составе Мачинской волости Чембарского уезда Пензенской губернии, 107 дворов, церковь. В 1896 г. – 97 дворов, церковноприходская школа. В 1911 г. — одно крестьянское общество (единое с крестьянами с. Кукарки), 168 дворов, церковь, церковноприходская школа, водяная мельница, кузница, лавка. 
В 1926 г. показано как с. Городок 1-й, центр сельсовета (153 хозяйства), и Городок 2-й Кукарского сельсовета (38 хозяйств). C 1928 г. — село Городок 1-й, центр Городковского сельсовета Чембарского района Пензенского округа Средне-Волжской области. В 1939 г. – деревня в составе Кукарского сельсовета Чембарского района Пензенской области. В 1955 г. – в составе Мачинского сельсовета, бригада колхоза имени Сталина.

## Население
| 1782 | 1864 | 1877 | 1897 | 1911  | 1926 | 1939 |
| ---- | ---- | ---- | ---- | ----- | ---- | ---- |
| 343  | ↗686 | ↗843 | ↘614 | ↗1032 | ↘781 | ↘668 |
| 1959 | 1979 | 1989 | 1996 | 2002  | 2004 | 2010 |
| ↘211 | ↘126 | ↘44  | ↗48  | ↘33   | ↘29  | ↘8   |

## Известные люди
Родина Героя Советского Союза, рядового, автоматчика Ивана Сергеевича Кошелева (1905-1972), отличившегося в боях за Днепр.